# Guillermo Riveros
Pour les articles homonymes, voir Riveros.
Guillermo Riveros Conejeros, né au Chili le 10 février 1902 et mort le 8 octobre 1959, est un footballeur chilien international, qui évoluait en tant que défenseur.

## Biographie
En club, il a évolué dans les équipes chiliennes de La Cruz Valparaiso, puis à l'Audax Italiano. 
En équipe nationale avec le Chili, il est surtout connu pour avoir représenté son pays à la coupe du monde 1930 en Uruguay, sélectionné avec 18 autres joueurs par l'entraîneur György Orth.
Le Chili est dans le groupe A, avec la France, l'Argentine et le Mexique. Ils finissent 2e du groupe A derrière l'Argentine, mais cela ne suffit à les qualifier pour les demi-finales.